# Bohnern

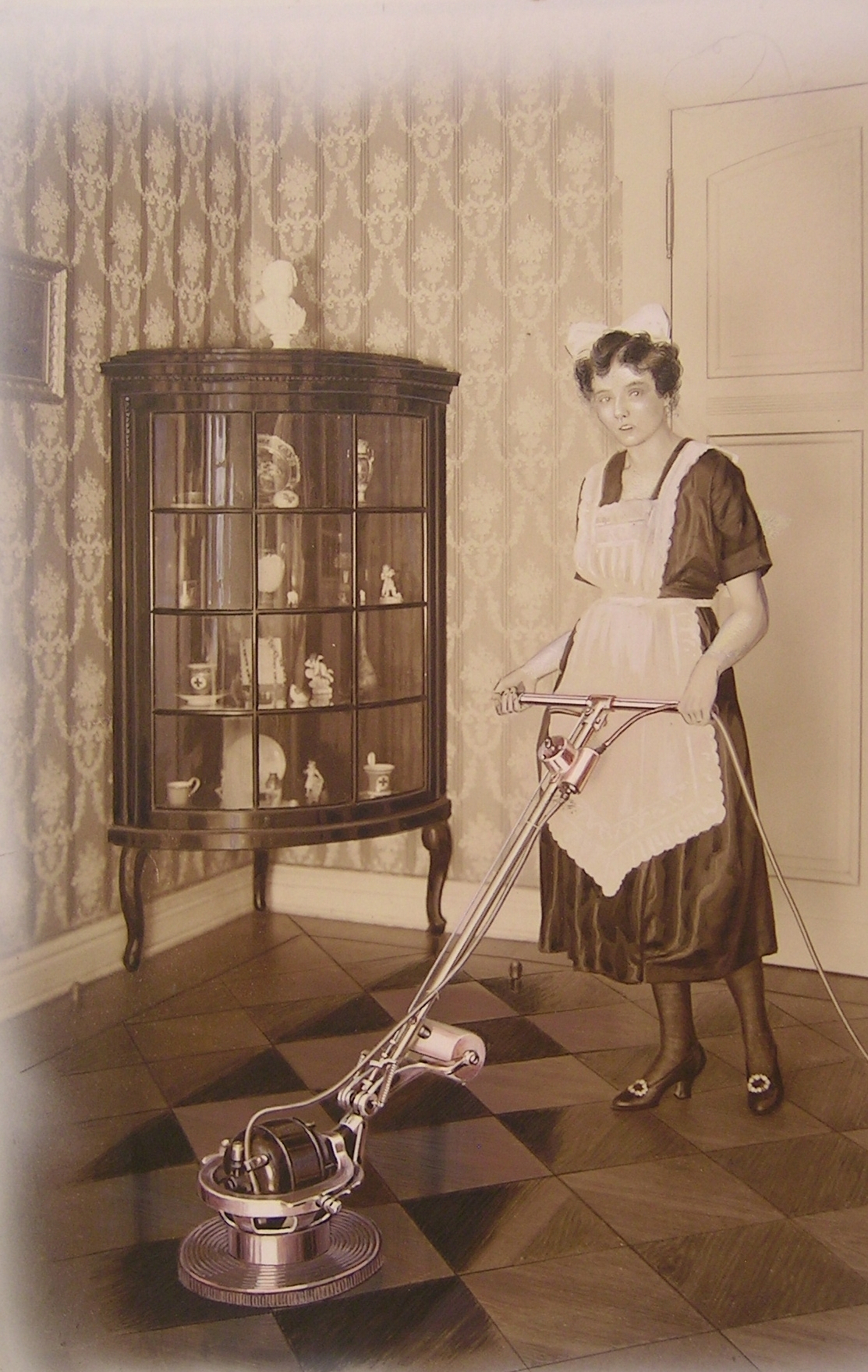
Bohnern mit der Bohnermaschine 1912.

Bohnern (Wachsen, früher auch Bohnen, Blocken, in der Schweiz Blochen oder Wichsen) nennt man das Versiegeln und Polieren von Fußböden aller Art, vor allem Holz und Linoleum, mit Bohnerwachs.
Das Wort bohnern leitet sich vom niederdeutschen bohnen ab, was so viel wie polieren bedeutet. Seit dem 18. Jahrhundert gehört es zum allgemeinen deutschen Wortschatz.
Neben der mattglänzenden, glatten Optik dient das Bohnern auch dem Schutz und der Pflege von Böden. Die in das Material einpolierte Wachsschicht schützt den Boden vor Feuchtigkeit und Schmutz, versiegelt die Oberfläche und erleichtert das Putzen. 

## Vorgang
Zuerst bestreut man den vorher mit Hobel und Ziehklinge oder Eisendrehspänen gut zugerichteten Fußboden mit geschabtem weißen oder gelben Wachs. Dieses wird mit einem Bohnerbesen überfahren, sodass es schmilzt und in den Boden eindringt. Danach bürstet und reibt man die Wachspolitur mit einer scharfen und durch Blei beschwerten Bürste so lange, bis ein gleichmäßiger Glanz erzielt ist, welcher schließlich durch Abreiben mit einem wollenen Lappen noch erhöht wird. Diese Politur lässt sich zwar durch Bürsten und Reiben immer wieder leicht auffrischen, wird aber bei warmer Luft stets klebrig.
Bei der Bundeswehr und bei der NVA war das Verfahren noch sehr lange bekannt, da dort in den Kasernen die Böden mit diesem Verfahren behandelt wurden. Heute ist es unüblich geworden: Parkettböden werden stattdessen geölt oder lackiert, andere moderne Bodenbeläge erfordern keine Behandlung.

## Vorbehandlung
Salbenartiges Polier- oder Bohnerwachs wird durch Schmelzen von zehn Teilen gelbem oder weißem Wachs mit vier bis sieben Teilen Terpentinöl und Umrühren der Mischung bis zum Erkalten hergestellt. Es lässt sich leichter ausstreichen als reines Wachs und gibt einen sehr dünnen, stark glänzenden Überzug, der aber einen länger andauernden Terpentingeruch verbreitet. Vorzuziehen ist die Wachsseife, zu deren Herstellung man auf fünf Teile gelbes Wachs acht Teile kochendes Regenwasser gießt und dazu eine klare Lösung aus zwei Teilen Pottasche sowie vier Teilen Wasser unter stetigem Umrühren hinzugibt. Diese Mischung lässt man dann bis zur Verbindung aller genannten Zutaten kochen. Danach wird diese Mischung bis zum Erkalten ständig umgerührt und schließlich mit in Wasser aufgerührtem Eisenocker, Umbra, Orlean oder Ähnlichem ergänzt. Diese Mischung trägt man mit einem Pinsel auf das Holz auf und gibt nach dem Abtrocknen mit Bürsten und wollenen Lappen Glanz.

## Pflege
Gebohnerte Fußböden müssen jährlich mindestens einmal von neuem mit Wachs etc. gesättigt und außerdem je nach dem Gebrauch oft mit Bürsten und wollenen Lappen abgerieben werden. Man reinigt sie durch Abwaschen mit dünner Seifenlauge, darauf folgendes Abbürsten und nochmaliges Abwaschen mit reinem Wasser. Neuerdings wendet man auf Fußböden auch Schellackpolitur sowie Leinölfirnis an.
Heute werden Holzfußböden wie Dielen oder Parkett häufig mit einem Lack versiegelt, so dass das Bohnern nicht mehr nötig ist. Andererseits gilt aus natürlichen Rohstoffen hergestelltes Bohnerwachs als ökologische Alternative zu Lack.